# Franzi Groszmann
Franzi Groszmann (geboren 27. Dezember 1904; gestorben 20. September 2005 in Manhattan, N.Y.) war eine Überlebende des Holocaust und das letzte überlebende Elternteil im Zusammenhang mit dem Kindertransport.

## Leben
Franzi Groszmann gehörte zu denjenigen jüdischen Eltern, die ihre Kinder zwischen Dezember 1938 und dem 1. September 1939 nach Großbritannien ausreisen lassen konnten. Sie konnte danach mit ihrem Mann Ignaz Groszmann, einem Wiener Bankbeamten, der 1938 nach dem Anschluss Österreichs  aus rassistischen Gründen entlassen worden war, ebenfalls noch nach England fliehen, doch kam sie mit ihrer Tochter Lore Groszmann erst nach Kriegsende wieder zusammen. Ignaz Groszmann war im Zweiten Weltkrieg zeitweise als  „feindlicher Ausländer“ auf der Isle of Man interniert, er starb 1945 an einem Herzversagen. Franzi Groszmann wanderte 1951 mit der Tochter Lore in die USA aus.
Der Begriff der Kindertransporte ist heute noch mit dieser Aktion verbunden. Franzi Groszmann und ihre Tochter Lore Segal wirkten 2000 im Film Kindertransport – In eine fremde Welt mit. Der Film wurde mit dem Oscar 2001 als beste Dokumentation ausgezeichnet.